# Ronald Gamarra
Ronald Álex Gamarra Herrera (Lima, 10 de diciembre de 1958) es un abogado, catedrático, columnista y político peruano especializado en la defensa de las libertades y garantías fundamentales así como del ámbito penal y los derechos humanos. Es reconocida su lucha contra la corrupción en el Perú, es catedrático de la Facultad de Derecho y Ciencia Política de la Universidad Nacional Mayor de San Marcos (UNMSM), además escribe en el semanario político Hildebrandt en sus Trece y en El Perfil.
Durante el gobierno de Alejandro Toledo fue procurador adjunto ad hoc de la República del Perú. Dirigió las investigaciones sobre corrupción y violaciones a los derechos humanos ocurridos en el Perú durante la dictadura de Fujimori, perpetradas por el propio Alberto Fujimori, su asesor Vladimiro Montesinos y Nicolás Hermoza Ríos, Jefe del Comando Conjunto de las Fuerzas Armadas del Perú. En el 2008 defendió a los familiares de las víctimas en el histórico juicio seguido ante la Corte Suprema contra el expresidente Alberto Fujimori por su responsabilidad en los casos de La Cantuta y Barrios Altos, delitos por los cuales el exmandatario, además de secuestro y peculado, ha sido condenado a veinticinco años de prisión.
Su notable participación le permitió ser propuesto como perito internacional en la defensa del magistrado Baltasar Garzón en el proceso por prevaricato que le abrió el Tribunal Supremo de España al investigar crímenes de la guerra civil española (1936-1939) y de la posterior dictadura de Francisco Franco (1939-1975), que se hallan amparados en una amnistía dictada en 1977.
Ha sido ponente en diversas instituciones del Perú y del extranjero. Es autor de textos de la especialidad en libros y revistas jurídicas. Ha desempeñado el cargo de Presidente de la Comisión de Estudios de Derecho Internacional de los Derechos Humanos y Derecho Internacional Humanitario del Ilustre Colegio de Abogados de Lima. Ha sido litigante ante la Comisión Interamericana de Derechos Humanos y la Corte Interamericana de Derechos Humanos.
En el periodo 2008-2010 desempeñó la labor de Secretario Ejecutivo de la Coordinadora Nacional de Derechos Humanos. Ha sido columnista del diario La República. En el 2011 conformó el Equipo de Gobierno de Alejandro Toledo a la Presidencia de la República. Postuló al Congreso de la República como independiente invitado por Lima, obteniendo 25 337 votos. En la actualidad es Director del Equipo de Incidencia en Derechos de IPRODES.

## Datos biográficos
Hijo de ancashinos, limeño en primera generación. De madre yungaína y padre luzuriaguino, especificaciones importantes para explicar su origen entre el Callejón de Huaylas y la zona de los Conchucos. Creció en Lima, en el distrito de San Miguel. Estudió la carrera de Derecho en la Universidad Nacional Mayor de San Marcos.
Es en esta universidad donde destaca por su desempeño e interés en la realidad social y política del país. Ha cursado una Maestría de Derecho con mención en Ciencias Penales en la misma alma mater. Es el único civil que tiene una Maestría en Derecho Penal Militar en el Consejo Supremo de Justicia Militar. Desempeñó, además, estudios de Desarrollo de Políticas de Defensa y Administración de Recursos en el Centro para Estudios Hemisféricos de Defensa en la Universidad Nacional de Defensa de Washington D.C, institución perteneciente al Departamento de Defensa de los Estados Unidos, así como en el Centro de Estudios de Justicia de las Américas (CEJA), organismo perteneciente al sistema interamericano de derechos humanos con sede en Santiago de Chile.

## Trayectoria judicial

### Defensa de los derechos humanos

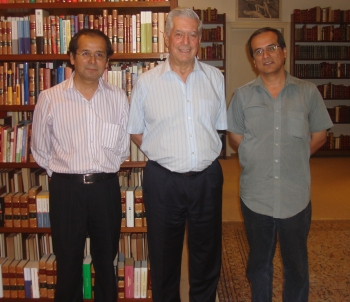
Ronald Gamarra, Mario Vargas Llosa y Carlos Landeo conversan sobre el Museo de la Memoria.

Desde el temprano ejerció de su carrera; Ronald Gamarra ha centrado su labor en la defensa permanente de las víctimas de la violencia política y los abusos cometidos tanto por la organización terrorista Sendero Luminoso como por el Estado peruano gobernado por Alberto Fujimori. En la época del terrorismo fue abogado de la Comisión Nacional de Derechos Humanos (COMISEDH) donde patrocina a personas -campesinos en su mayoría- injustamente procesados, y a los familiares de víctimas de violaciones de los Derechos Humanos en procesos penales. Tal era el grado de inocencia que, ante tribunales sin rostro, logró que a la mayoría se los absolviera. Ha defendido los casos de los campesinos del Bosque de San Ignacio de Cajamarca y de Ernesto Castillo Páez, estudiante de la Pontificia Universidad Católica del Perú (PUCP) que en 1990 fue detenido durante una redada policial en Villa El Salvador, introducido en la maletera, y desaparecido sin dejar rastro; entre otros.

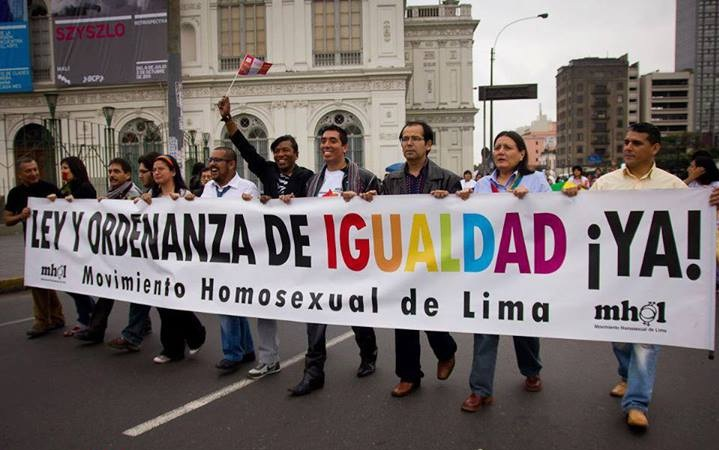
Marcha del Orgullo Gay 2011 en Lima. Integrantes del Movimiento Homosexual de Lima (MHOL) y defensores de Derechos Humanos juntos por la promulgación de una Ley y Ordenanza de Igualdad.

Como Secretario Ejecutivo de la Coordinadora Nacional de Derechos Humanos, colectivo de instituciones civiles que trabajan en la defensa, promoción, educación y difusión de los Derechos Humanos en el Perú, dirigió diversas campañas y programas contra la discriminación, la violencia y el racismo. Representó y asesoró legalmente a los familiares de las víctimas de La Cantuta y Barrios Altos. Tomó defensa de los militares caídos en el VRAE -en combate contra el narcoterrorismo- y de los soldados y policías que sí honraron el uniforme. Inició las primeras comunicaciones de la CNNDHH con el Premio Nobel Mario Vargas Llosa. Asimismo invitó al Movimiento Homosexual de Lima (MHOL) a conformar el colectivo de instituciones de la Coordinadora, un hecho que le mereció el reconocimiento y respaldo de este sector de ciudadanos. En el 2009 fue elegido por la Red Peruana de Travestis, Lesbianas, Gais y Bisexuales, así como por el Centro de Promoción de Derechos Sexuales y reproductivos (Promsex), como el “Personaje aliado del año”, por su esfuerzo personal y genuino de promover la temática TLGB dentro de la Coordinadora Nacional de Derechos Humanos y otros espacios similares. Se pronuncia totalmente en contra del reclutamiento y utilización de niños en acciones armadas.
En septiembre del 2010 se pronunció en contra del Decreto Legislativo 1097 propuesto por el ministro de Defensa, Rafael Rey, el cual beneficiaba con impunidad a militares acusados y condenados de violaciones a los derechos humanos durante el Conflicto armado interno. Elaborado, además, con la asesoría de abogados representantes de los propios acusados. Las violaciones a los derechos humanos son imprescriptibles, señaló Gamarra Herrera.
Ante las críticas del mencionado ministro y del propio presidente Alan García sobre el papel de las instituciones de la sociedad civil -ONG- en el país -supuestamente por encabezar una cacería de brujas contra los miembros de las Fuerzas Armadas, Gamarra Herrera replicó que a ningún militar se le investiga o procesa penalmente por el solo hecho de haber participado en la lucha antiterrorista. Las investigaciones y procesos actuales se han abierto estrictamente por hechos aberrantes, que repugnan a toda persona: asesinatos, ejecuciones extrajudiciales, secuestros, desapariciones forzadas, tortura. Asimismo recalcó que hace poco el Perú ha pasado un examen periódico universal ante el Consejo de Derechos Humanos de Naciones Unidas y, además, ha participado en la última Asamblea Nacional de Estados Americanos y, en ambos eventos internacionales, el Estado Peruano ha reafirmado la importancia de las ONG en una sociedad democrática. El Poder Ejecutivo tiene un discurso hacia afuera y un discurso distinto y negativo hacia adentro.
Durante el gobierno de Alan García se mostró crítico de las políticas pro impunidad y actos de corrupción del régimen, al cual denominó de “quinquenio reaccionario”, por haber usado el lenguaje y los modos groseros del fujimorismo frente al activismo en defensa de los Derechos Humanos, intentando desandar lo avanzado en el período de la transición. Consecuente con ello, por haber mostrado desde el principio hostilidad y desdén por la labor de la Comisión de la Verdad y Reconciliación.
Sobre un posible indulto al procesado Antauro Humala -hermano del Presidente Ollanta Humala-, acusado de secuestro agravado, daños agravados, homicidio simple, sustracción de arma de fuego y rebelión en el llamado 'Andahuaylazo', motín que comandó contra el régimen de Alejandro Toledo y que culminó con el asesinato de cuarto policías, Ronald Gamarra se pronunció rotundamente en contra. Lo que pasó con él no debe ser perdonado, ni olvidado, y yo creo que si el Poder Legislativo está tratando de construir una credibilidad no puede hacerlo si se mete la mano en un hecho como este", indicó.

### Lucha contra la corrupción
También es reconocida su lucha contra la corrupción imperante del régimen de Alberto Fujimori. Se enfrentó a la dictadura y a sus atropellos en contra de la democracia y de los derechos fundamentales a través de acciones concretas desde, primero, su cargo como responsable del Área Legal del Instituto de Defensa Legal (IDL) y, luego, desde la Procuradoría Anticorrupción, donde dirigió investigaciones para casos de corrupción seguidos contra Alberto Fujimori, Vladimiro Montesinos, Víctor Joy Way, Absalón Vásquez, Blanca Nélida Colán, Alejandro Rodríguez, Luis Bedoya, Alberto Kouri, Agustín Mantilla, José García, César Saucedo, José Villanueva, Roberto Huamán Azcurra, Moisés Wolfenson, José Olaya Correa, entre otros.
Ha sido encargado de la defensa del Estado en materia de corrupción política, corrupción judicial, tráfico de armas, control de medios de comunicación (“prensa chicha”) y violaciones de derechos humanos. En el 2004 fue comisionado por el Ministerio de Justicia del Perú para viajar a Alemania y gestionar la extradición de Charles Acelor Cokeran, procesado en el sistema anticorrupción por tráfico de armas.
Para Gamarra Herrera la imprescriptibilidad es el camino correcto contra la corrupción. Así mismo la presencia de un fehaciente Plan Nacional Anticorrupción. (...) podemos esperar que se pueda hacer real una política nacional anticorrupción. Una que de verdad funcione. Y que enlace el Plan Nacional Anticorrupción con un ente rector que lo implemente y que tenga los recursos y la autoridad para hacerlo; que la nueva legislación necesaria, articule a los diferentes sectores involucrados desde la Contraloría hasta el último policía pasando por el sistema de justicia y el debilitado sistema de procuradurías.

### Juicio a Fujimori
En el 2000, Alberto Fujimori aprovechó un viaje a Brunéi para participar en una cumbre presidencial del Foro Asia Pacífico (APEC), pero solo permaneció un día para luego ir a Japón y renunciar a la Presidencia del Perú vía fax y refugiarse bajo la condición de ciudadano japonés -ante la ola de críticas y escándalos por actos de corrupción y violaciones a los derechos humanos en su régimen-. Ronald Gamarra formó parte de la Comisión Técnica Peruana que viajó a Tokio para fundamentar la solicitud de extradición de Fujimori por los casos de Barrios Altos y La Cantuta, a lo cual Japón se mostró reacio. En el 2009, y con la extradición de Fujimori desde Chile -país donde trató de encontrar refugio-, se inició el Juicio a Alberto Fujimori, histórico proceso seguido ante la justificia peruana contra el expresidente peruano. Ronald Gamarra fue abogado de los familiares de las víctimas de los casos en los cuales fue extraditado. La Sala Penal Especial de la Corte Suprema condenó a Alberto Fujimori a 25 años de prisión tras determinar que fue autor mediato de homicidio calificado con alevosía, lesiones graves y secuestro agravado.

"Venimos ante este honorable tribunal a hablar de crímenes contra la humanidad cometidos bajo la cobertura del poder político y la oprobiosa impunidad que ese poder ofrece a quienes ejecutan esos crímenes y especialmente a quienes los planifican y promueven. Sin embargo, ocurre que en el necesario análisis de esos crímenes, con frecuencia nos extraviamos en elaboraciones intelectuales y perdemos de vista lo central: que esos actos atroces se cometieron contra personas de carne y hueso, en cuyos pechos palpitaban corazones ávidos de vida; personas que abrigaban afectos, amor e ilusiones por las cuales luchar y esforzarse; personas que tenían madres, hijos y amigos que no cesan de llorarlos".
Alegato Final de Ronald Gamarra en el Juicio a Fujimori

En el 2010 fue testigo propuesto por la defensa del magistrado Baltasar Garzón para el proceso por prevaricato abierto por Tribunal Supremo de España al investigar crímenes de la guerra civil española (1936-1939) y de la posterior dictadura de Francisco Franco.

## Trayectoria política

### Elecciones generales 2011
Para las elecciones generales del 2011, Ronald Gamarra postuló al Congreso de la República en representación de la Región Lima con el partido Perú Posible. Conformó, asimismo, el Equipo de Gobierno de Alejandro Toledo a la Presidencia. Propuso la recuperación del parlamento para la democracia, la lucha anticorrupción y la promoción de los derechos fundamentales para todas las personas, particularmente de los excluidos y los más necesitados. A pesar de no haber logrado una curul, obtuvo un significativo apoyo de la población al recibir el respaldo de 25,337 votantes. Se pronunció, durante la campaña, contra el regreso del fujimorismo, partido político que gobernó al Perú en los noventa -y que instauró una dictadura y un sistema de Estado cleptócrata-. Denunció el entorno de su nueva candidata: Keiko Fujimori, hija del expresidente Alberto Fujimori y las propuestas para ser elegida presidenta. Para Ronald Gamarra, el Plan de Gobierno de Keiko Fujimori no desarrollaba ni un párrafo de políticas a favor de los Derechos Humanos. Además expresó que la presencia de voceros en su partido como Mariela Maraví, Rafael Rey, Jaime Yoshiyama, Martha Chávez y Rolando Sousa, entre otros, hacía más difícil de creer el discurso de la lideresa de Fuerza 2011. Presentó una lista de sentenciados por temas de corrupción y violación a los derechos humanos -del gobierno de Alberto Fujimori- que ascendía a 204 funcionarios públicos.

## Reconocimientos
- Diploma de reconocimiento y gratitud, otorgado por la Asociación Víctimas del 29 de Mayo, Por el solidario apoyo como Secretario Ejecutivo de la Coordinadora Nacional de Derechos Humanos, para con las víctimas y el caso 29 de mayo de la Región Puno.

- Reconocimiento como “Personaje aliado 2009”, otorgado por la Red Peruana de Travestis, Lesbianas, Gais y Bisexuales, así como por el Centro de Promoción de Derechos Sexuales y reproductivos (Promsex), Por su esfuerzo personal y genuino de promover la temática TLGB dentro de la Coordinadora Nacional de Derechos Humanos y otros espacios similares.

- Medalla Derechos Humanos Arequipa, otorgado por el Centro de Promoción y Defensa de Derechos Humanos de Arequipa (Ceprodeh), Por su labor en la defensa, promoción y consolidación efectiva de los Derechos Humanos y valores democráticos en el Perú.

- Premio UTOPIA 2008, otorgado por los Familiares de las víctimas fallecidas en el incendio acontecido en la Discoteca Utopía.

- Reconocimiento especial otorgado por la Comisión de Solidaridad, Desarrollo y Justicia (Cosdej), Por su invalorable y constante apoyo en la búsqueda de una auténtica justicia.

- Reconocimiento del Comando Perú Posible sede Av. Pershing por su encomiable labor de fortalecer la Democracia y devolver la confianza en las personas honestas

## Publicaciones
- Juzgar a un jefe de Estado : Lecciones del proceso al expresidente Alberto Fujimori por delitos contra los derechos humanos.. Lima: Coordinadora Nacional de Derechos Humanos, 2010. 74 p.

- Derechos Humanos de Policías y Militares : Derechos del personal militar-policial afectado en su integridad.. Lima: Coordinadora Nacional de Derechos Humanos, 2010. 93 p.

- Balance del subsistema anticorrupción a seis años de su creación (2000 - 2006). Lima: Justicia Viva, 2007. 86 p.

- Servicio Militar en el Perú. Historia, crítica y reforma legal. Lima: Instituto de Defensa Legal, 2000. 249 p.

- El caso Montesinos : Análisis jurídico. Lima: Instituto de Defensa Legal, 2000. 27 p.

- La desaparición forzada de Ernesto Castillo Paez (La OEA condena al Estado peruano). Lima: Instituto de Defensa Legal, 1998. 45 p.

- Terrorismo : Tratamiento jurídico. Lima: Instituto de Defensa Legal, 1995. 313 p.